# Michael Koß
Michael Koß (* 1976 in Alfeld (Leine)) ist ein deutscher Politikwissenschaftler mit den Schwerpunkten Vergleichende Politikwissenschaft, Regierungssystem der Bundesrepublik Deutschland und Demokratieforschung. Seit Oktober 2019 ist Koß Professor für Politikwissenschaft: Politisches System der Bundesrepublik Deutschland und der Europäischen Union an der Leuphana Universität Lüneburg.

## Leben
Koß studierte Politikwissenschaft, Geschichte und Rechtswissenschaft an den Universitäten Göttingen, Besançon und Uppsala. Dieses Studium schloss er 2002 als Magister Artium in Politikwissenschaft, Mittlerer und Neuerer Geschichte und Rechtswissenschaft an der Georg-August-Universität Göttingen mit dem Prädikat sehr gut mit Auszeichnung ab und war von 2002 bis 2004 ebendort am Seminar für Politikwissenschaft als wissenschaftliche Hilfskraft beschäftigt. 2004 erhielt er ein Promotionsstipendium der Studienstiftung des deutschen Volkes. In der Folge war er am Department of Politics and Contemporary European Studies der University of Sussex (2005–2006), an der Berlin Graduate School of Social Sciences der Humboldt-Universität zu Berlin (2006–2007) und am Department of Politics and International Relations der University of Oxford sowie am Seminar für Politikwissenschaft der Georg-August-Universität Göttingen (2007–2009) tätig. 2008 promovierte er bei Peter Lösche und André Kaiser mit einer Arbeit zum Thema „Staatliche Parteienfinanzierung und politischer Wettbewerb“ zum Dr. disc. pol. an der Universität Göttingen. Die Arbeit wurde mit summa cum laude bewertet und Koß erhielt für sie den Friedrich-Christoph-Dahlmann-Preis für die „beste sozialwissenschaftliche Promotion“ der Georg-August-Universität Göttingen.
Von 2009 bis 2012 war er als wissenschaftlicher Mitarbeiter am Lehrstuhl Politik und Regieren in Deutschland und Europa der Universität Potsdam beschäftigt. In dieser Zeit nahm er am Senior Teaching Professionals Programm der Potsdam Graduate School (2011), erhielt den Brandenburgischen Nachwuchswissenschaftlerpreis für seine Arbeit zum The Politics of Party Funding (2011) und erlangte das Zertifikat Hochschullehre Brandenburg (2012). Es folgten Gastaufenthalte an der Constitution Unit am University College London, am Centre de Études Européennes des Sciences Po Paris und an der Universität Stockholm. Zudem erhielt er für den Zeitraum 2012 bis 2018 ein Schumpeter-Fellowship der VolkswagenStiftung für das Forschungsprojekt „Was machen eigentlich Parlamente? Parlamentarische Agendamacht zwischen Legitimität, Effektivität und Effizienz“ am Lehrstuhl Politische Systeme und Europäische Integration des Geschwister-Scholl-Instituts für Politikwissenschaft der Ludwig-Maximilians-Universität München, wo er ab März 2013 zudem beschäftigt war. Zudem absolvierte er einen Gastaufenthalt am Center for European Studies der Harvard University (2014).
2018 habilitierte er sich mit einer Arbeit zum Thema Entwicklung der legislativen Demokratie in Westeuropa und erhielt die Lehrbefähigung für das Fach Politikwissenschaft. Zum Wintersemester 2018/19 vertrat er den Lehrstuhl für Vergleichende Politikwissenschaft am Geschwister-Scholl-Institut für Politikwissenschaft der Ludwig-Maximilians-Universität München, ehe er im Sommersemester 2019 die Vertretung der Professur für Politische Systeme und Systemvergleich am Institut für Politikwissenschaft der Technischen Universität Dresden übernahm. Zum Wintersemester 2019/20 folgte er einem Ruf auf die W3-Professur für Politikwissenschaft: Politisches System der Bundesrepublik Deutschland und der Europäischen Union an die Leuphana Universität Lüneburg.
Koß wurde 2024 für drei Jahre zum Vorsitzenden der Deutschen Vereinigung für Politikwissenschaft gewählt.

## Schriften (Auswahl)
- mit Dan Hough und Jonathan Olsen: The Left Party in Contemporary German Politics. Palgrave Macmillan, Basingstoke 2007, ISBN 978-0-230-59214-8.
- Staatliche Parteienfinanzierung und politischer Wettbewerb: Die Entwicklung der Finanzierungregimes in Deutschland, Schweden, Großbritannien und Frankreich. VS Verlag für Sozialwissenschaften, Wiesbaden 2008, ISBN 978-3-531-16350-5.
- The Politics of Party Funding: State Funding to Political Parties and Party Competition in Western Europe. Oxford University Press, Oxford 2011, ISBN 978-0-230-01907-2.
- Parliaments in Time. The Evolution of Legislative Democracy in Western Europe. Oxford University Press, Oxford 2018, ISBN 978-0-198-76691-9.
- Demokratie ohne Mehrheit? Die Volksparteien von gestern und der Parlamentarismus von morgen. dtv Verlagsgesellschaft, München 2021, ISBN 978-3-423-28263-5.